# 藤田吉香
藤田 吉香（ふじた よしか、1929年（昭和4年2月16日）- 1999年（平成11年5月25日））は、福岡県久留米市櫛原町生まれの洋画家。
県立中学明善校（現福岡県立明善高等学校）卒
九州大学工学部造船科(専門部)卒　(1948年)
松田塾にて松田実に洋画の指導を受ける(1949年)
東京芸術大学美術学部芸術学科卒（1955年）
スペインの王立サン・フェルナンド美術アカデミーヘ留学(1962年-1966年)
国画会会員。京都造形芸術大学名誉教授。群を抜く描写力と清澄な色彩で「静」でありながら、圧倒する存在感をもつ静物画が多数。また、中央にモチーフを配し単色の背景というシンプルな画面構成であり、抽象画的な感覚も持ちあわせながらも、古典的な技法にもすぐれ各所でその力量を窺うことができる。昭和の一時代を築いた画家である。

## 受賞歴等
- 1959年（昭和34年）第33回国展（国画賞）　「すわる」「ほおむる」
- 1967年（昭和42年）第41回国展（国画会サントリー賞）　「空」
- 1968年（昭和43年）昭和会展（優秀賞）　「連雲」
- 1970年（昭和45年）第13回安井賞展（安井賞）　「春木萬華」
- 1981年（昭和56年）第1回宮本三郎記念賞　「牡丹」
- 1984年（昭和59年）久留米市文化章